# Eunice lucei
Eunice lucei är en ringmaskart som beskrevs av Grube 1856. Eunice lucei ingår i släktet Eunice och familjen Eunicidae. Inga underarter finns listade i Catalogue of Life.